# Der Golem (opéra)
Personnages
- Le Golem (baryton)
- Rabbin Loew (basse)
- Lea, sa fille adoptive (soprano)
- Le disciple (ténor)
- L'empereur Rodolphe II (baryton)
- Le premier Juif (ténor)
- Le deuxième juif (basse)
- Tycho Brahe (rôle parlé)
- Peuple juif, hommes, femmes, jeunes hommes, jeunes filles
- Salomon, la reine de Saba, des nains, des nègres géants, des garçons, des filles, des hommes conduisant des singes, des paons et des chameaux (pantomimes)

Der Golem (français Le Golem) est une opérette d'Eugen d'Albert sur un livret de Ferdinand Lion et Margit Labouchère, créée en 1926 à l'opéra de Francfort.

## Argument
Premier acte
Le rabbin Loew a trouvé et déterré la pierre, le Golem. Enterré par les Hébreux à leur sortie d'Egypte, ce golem peut être animé par des pratiques magiques. Le rabbin, avec son disciple, apporte la pierre dans sa maison. Après le renvoi de Lea, la fille adoptive de Loew, la procédure d'éveil du golem commence.
Le rabbin est interrompu dans son travail par la visite inattendue de l'empereur Rodolphe II, également accompagné de l'astronome Tycho Brahe. Le monarque espère obtenir à ses dernières questions des réponses du rabbin. À sa demande, le rabbin évoque une vision, au moyen d'une lanterne magique, de la rencontre du roi Salomon et de la reine de Saba. Le souverain, bien entendu, ne reconnaît pas le sens caché de cette vision et repart sans être guéri de sa mélancolie.
Loew peut maintenant achever son travail : le golem est ramené à la vie. Cependant, le rabbin Loew, loin de mettre l'accent sur le message spirituel qu'il représente, veut seulement en faire son homme à tout faire.
En récompense pour avoir aidé à réveiller le golem, le disciple demande la main de Lea, qu'il n'a jamais vue auparavant. Le rabbin acquiesce, mais prévient le disciple : Lea, une enfant trouvée, n'est peut-être pas juive, elle est à la fois femme-enfant et très mature, à la fois profondément connectée à son entourage et pourtant éloignée du monde des humains. Le rabbin présente sa fille au disciple. Léa se moque du jeune homme. Son attention est alors attirée par l'étrange créature que son père lui présente comme une servante muette.
Le rabbin Loew et le disciple quittent la maison. Laa, incapable d'échapper au sortilège du golem, essaie de lui apprendre à parler. En fait, elle réussit, mais le golem, qui souffre de devenir un humain, se réfugie dans la monotonie de son travail.
Deuxième acte
Au moment de la Fête des Tabernacles, le rabbin déplore le silence de Dieu face à la perplexité de l'assemblée. Il entre dans la synagogue et laisse seuls Lea et le golem, qui semblent avoir oublié le langage des humains. Le disciple courtise Lea, lui peignant dans des couleurs séduisantes l'attrait d'une vie conjugale paisible et pieuse. Mais Lea, toujours fascinée par le golem, persuade le disciple de révéler l'identité du golem en échange d'un baiser, puis essaie avec empressement de renvoyer le disciple.
Voir cette scène éveille le désir animal chez le golem. Lui, tout corps, est attiré par Lea, tout esprit, tout comme elle l'est par lui. Mais ses avances maladroites la menacent d'un viol ou d'un meurtre. Terrifiée, Lea souffre d'une crise d'épilepsie. Le golem, dont l'immobilité lui rappelle sa propre immobilité alors qu'il gisait dans le sol, a pitié de Lea. Cette compassion lui donne une âme. La machine devient animale, puis humaine. Il se transforme un peu comme Lea le fait lorsqu'elle reprend conscience. Ils ne forment plus qu'un seul être en symbiose : une fusion s'est opérée entre Lea, qui relie symboliquement le destin allemand, et le Golem, la projection du peuple juif.
Un groupe de juifs expulsés d'Espagne, qui souhaitent voir le rabbin Loew, sont reçus par le golem à qui Lea a ordonné de revêtir les vêtements de son père : le faux chef de la communauté leur propose de s'installer dans son nouveau refuge, où il les protégera et où leur exil devrait se terminer.
Lorsque le rabbin revient, il remarque que Lea et le Golem se sont transformés. Il emmène Lea avec lui et ordonne au golem de retourner à son esclavage d'origine. Le golem se rebelle contre cette insensibilité et menace la ville de Prague de destruction.
Troisième acte
Le rabbin a fui Prague et a emmené Lea à l'observatoire de Tycho Brahe. Mais sa congrégation effrayée afflue également vers cet endroit et se rassemble autour de lui, tandis qu'au loin le ghetto dévasté est victime des flammes. Mères et vieillards cèdent à la terreur, les filles à la résignation, les jeunes hommes du ghetto se préparent à lutter contre le monstre.
Pour sauver ceux qui l'ont autrefois accueillie comme des étrangers, Lea attire le golem avec son chant et se sacrifie avec lui. Les deux êtres, réunis, oublient le monde qui les entoure. Le rabbin célèbre l'union des deux entités. Leur fusion est mortelle pour le golem et Lea. Quand les gens veulent lapider le golem, ce messager qui a évoqué des souvenirs de persécution et d'errance, le rabbin intervient : le golem était le gardien qui leur rappelait les conditions de l'être humain : l'exil. Le rabbin ramène le golem à l'inertie de la matière tandis que les gens rencontrent leur destin.

## Histoire
À la première, Clemens Krauss est le chef d'orchestre et Lothar Wallerstein est le metteur en scène. Elisabeth Kandt est Lea, Julius vom Scheidt le rabbin et Jean Stern le Golem.

## Source de la traduction
- (de) Cet article est partiellement ou en totalité issu de l’article de Wikipédia en allemand intitulé « Der Golem (Oper) » (voir la liste des auteurs).